# Not a Second Time
«Not a Second Time» –en español: «No una segunda vez»– es una canción del grupo británico The Beatles escrita por John Lennon y acreditada a Lennon/McCartney, de su segundo álbum británico, With the Beatles. Lennon dijo que estaba «tratando de escribir algo parecido a Smokey Robinson en ese tiempo».
Esta fue la canción que inspiró el análisis musical de William Mann, de The Times, citando la «cadencia eólica» de la voz de Lennon al llegar la canción a su fin, haciendo notar que la misma progresión de acorde aparecía al final de «Das Lied von der Erde», de Gustav Mahler. Lennon, años más tarde, comentaría: «Al día de hoy, no tengo ni idea de lo que son las 'cadencias eólicas'. Suena a pájaros exóticos».

## Grabación
La canción fue grabada en nueve tomas el 11 de septiembre de 1963 en los EMI Studios de Londres.

## Personal
- John Lennon - voz (doblada a dos pistas), guitarra acústica (Gibson J-160e).
- Paul McCartney - bajo (Höfner 500/1 61´).
- George Harrison - guitarra eléctrica (Gretsch Country Gentleman)
- Ringo Starr - batería (Ludwig Downbeat).
- George Martin - productor, piano (Baldwin Satin Ebony Grand) .
- Norman Smith - ingeniero

Personal por Ian MacDonald.
Es la primera canción del grupo en la que no participa George Harrison.

## Versiones
- R. Stevie Moore versionó la canción en 1978 en su álbum The North.
- Robert Palmer versionó la canción en 1980 en su álbum Clues.